# Daltjärnen (Arvidsjaurs socken, Lappland, 728798-166389)
Daltjärnen är en sjö i Arvidsjaurs kommun i Lappland och ingår i Byskeälvens huvudavrinningsområde.